# El Indio (Texas)
El Indio è un census-designated place degli Stati Uniti d'America situato nella contea di Maverick dello Stato del Texas.
La popolazione era di 190 persone al censimento del 2010.

## Geografia fisica
El Indio è situata a 28°30′54″N 100°18′42″W (28.514900, -100.311537).
Secondo lo United States Census Bureau, ha un'area totale di 1,8 miglia quadrate (4,7 km²).

## Società

### Evoluzione demografica
Secondo il censimento del 2000, c'erano 263 persone, 65 nuclei familiari e 59 famiglie residenti nella città. La densità di popolazione era di 149,3 persone per miglio quadrato (57,7/km²). C'erano 91 unità abitative a una densità media di 51,7 per miglio quadrato (20,0/km²). La composizione etnica della città era formata dal 64,26% di bianchi, l'1,90% di nativi americani, il 28,14% di altre razze, e il 5,70% di due o più etnie. Ispanici o latinos di qualunque razza erano il 96,96% della popolazione.
C'erano 65 nuclei familiari di cui il 52,3% aveva figli di età inferiore ai 18 anni, l'81,5% aveva coppie sposate conviventi, il 7,7% aveva un capofamiglia femmina senza marito, e il 9,2% erano non-famiglie. Il 7,7% di tutti i nuclei familiari erano individuali e il 6,2% aveva componenti con un'età di 65 anni o più che vivevano da soli. Il numero di componenti medio di un nucleo familiare era di 4,05 e quello di una famiglia era di 4,32.
La popolazione era composta dal 39,5% di persone sotto i 18 anni, l'11,0% di persone dai 18 ai 24 anni, il 21,7% di persone dai 25 ai 44 anni, il 19,0% di persone dai 45 ai 64 anni, e l'8,7% di persone di 65 anni o più. L'età media era di 25 anni. Per ogni 100 femmine c'erano 89,2 maschi. Per ogni 100 femmine dai 18 anni in giù, c'erano 98,8 maschi.
Il reddito medio di un nucleo familiare era di 20.179 dollari e quello di una famiglia era di 20.179 dollari. I maschi avevano un reddito medio di 26.250 dollari. Il reddito pro capite era di 5.462 dollari. Circa il 25,5% delle famiglie e il 35,8% della popolazione erano sotto la soglia di povertà, incluso il 62,3% di questi sotto i 18 anni e nessuno di questi sopra i 65 anni o più.